# Riudellots de la Selva
Riudellots de la Selva é um município da Espanha na comarca de Selva, província de Girona, comunidade autónoma da Catalunha. Tem 13,38 km² de área e em 2021 tinha 2 076 habitantes (densidade: 155,2 hab./km²).

## Demografia
| Variação demográfica do município entre 1991 e 2004[carece de fontes?] | Variação demográfica do município entre 1991 e 2004[carece de fontes?] | Variação demográfica do município entre 1991 e 2004[carece de fontes?] | Variação demográfica do município entre 1991 e 2004[carece de fontes?] |
| ---------------------------------------------------------------------- | ---------------------------------------------------------------------- | ---------------------------------------------------------------------- | ---------------------------------------------------------------------- |
| 1991                                                                   | 1996                                                                   | 2001                                                                   | 2004                                                                   |
| 1308                                                                   | 1465                                                                   | 1584                                                                   | 1735                                                                   |